# Motz (Adelsgeschlecht)

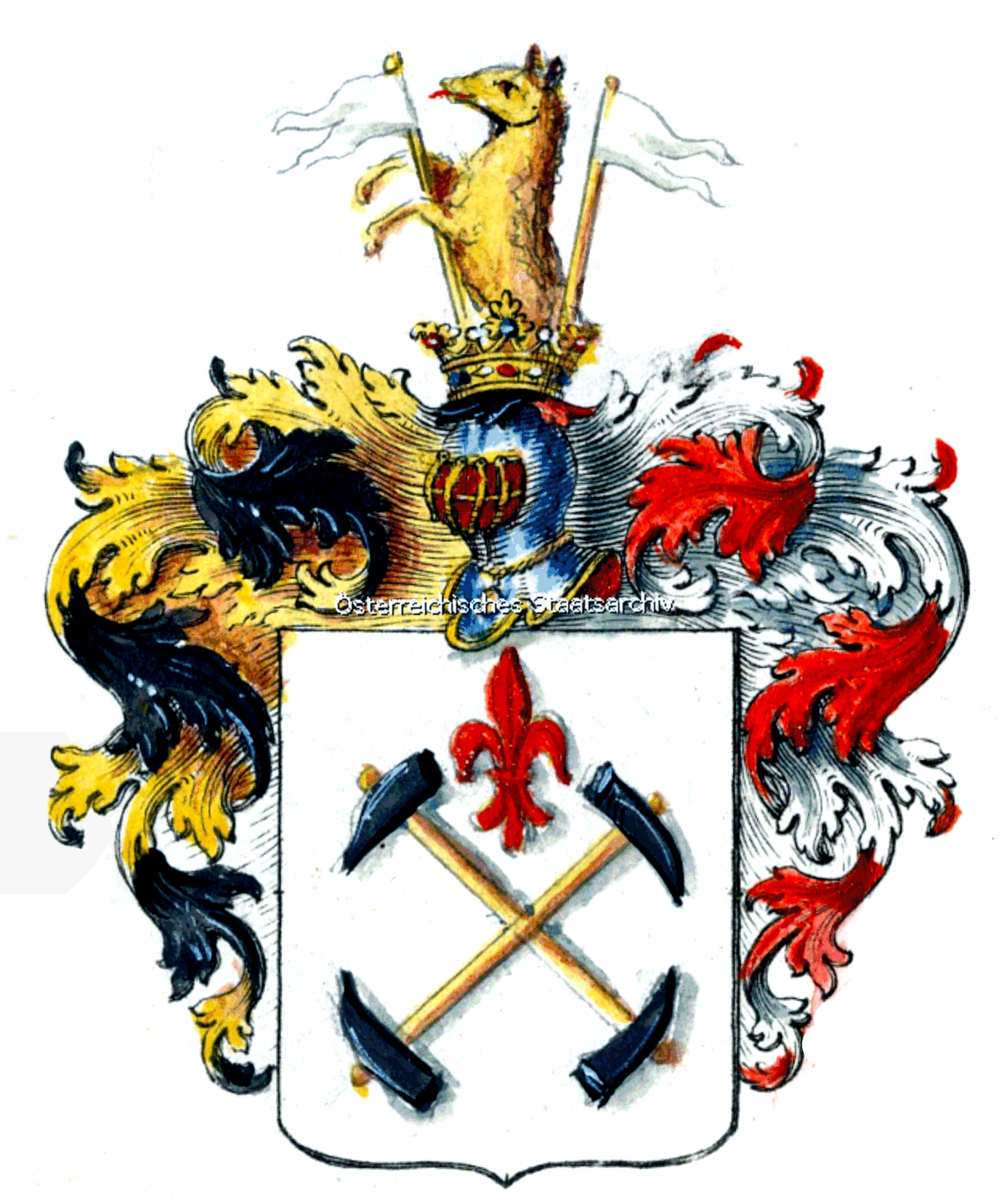
Wappen derer von Motz, 1780

Motz ist der Name eines reichsadeligen althessischen Geschlechts, das bis heute besteht.

## Geschichte
Bei dem hessischen, aus der Grafschaft Hanau stammenden Adelsgeschlecht Motz, handelt es sich um eine geschichtsträchtige Adelsfamilie, die in Hessen zu Bodenhausen, Grebenstein, Calden, Ober-Jessen, Oberurff und Witzenhausen begütert wurde.
Das Geschlecht stammt aus einem ursprünglich hanauischen Burgmannengeschlecht. Stammvater ist der 1354 zu Hanau belehnte Burgmann Heinrich Motz. Die belegte Stammreihe beginnt mit dem Witzenhausener Böttchermeister und Weinhändler Henne Motz (um 1441–1493). Hans Motz (1518–1593), hessen-kasselischer Amtsschultheiß, wurde 1554 vom Landgrafen Philipp I. mit mehreren in und um Witzenhausen gelegenen Gütern zu Mannlehnrecht beliehen und letzter Lehnsinhaber der dortigen Burg Ludwigstein.
Johannes Motz († 3. April 1611), wurde Bürgermeister von Witzenhausen und machte mehrere noch in Witzenhausen bestehende, wohltätige Stiftungen. Er war ein Sohn des Schultheißen Hans Motz und verheiratet mit Elisabeth geb. Gudenus. Zusammen hatten sie fünf Kinder, darunter den Sohn Johann Christian Motz (1604–1683). Er wurde landgräflich hessischer Oberst und Inhaber des „Schwarzen Regiments“, begann seine militärische Laufbahn unter den Generälen Piccolomini und Pappenheim, später unter Micrander und Geyso. Von 1646/47 bis 1651 hatte er zunächst das Oberkommando in Ostfriesland, war dann Kommandant in Neuss, verzichtete 1651 davon und kehrte nach Kassel zurück, wo er 1666 Kommandant der fürstlich hessischen Residenz und Festung Kassel wurde. Er starb 1683 in dieser Position. Sein Sohn mit Elisabeth geb. Hombergk zu Vach (1631–1674) war Christoph Ludwig Motz (1665–1742), Kommandant von Bremen.
Ein Enkel des Christoph Ludwig Motz (1665–1742), und ein Sohn des Advokaten Werner Christian Motz und der Adelheid Motz, geb. Dünsing, war der Senator der Hansestadt Bremen, Heinrich Christian Motz (1761–1862). Er war verheiratet mit der Senatorentochter Margarethe Meinertzhagen. Sie hatten fünf Kinder. Der Pädagoge Wilhelm Dethard Motz war ein Neffe.
Justin Eckard Motz († 1723), Geheimer Rat und Kanzler des Landgrafen von Hessen, erhielt ein Lehen in Calden.
Von Christian Heinrich Motz († 1751) rührt folgende Stammfolge:
- Christian Heinrich Motz († 1751), Geheimer Rat und Kanzler, repräsentierte 1736 die Landgrafen bei den westfälischen Kreis-Konventen in Köln, im Namen sowohl des Königs von Schweden als auch des Königs von England. Der König von Schweden verlieh ihm das Lehen in Ober-Jessen. Er besaß außerdem die Güter Bodenhausen, Grebenstein und Oberurff in Hessen.[8] Seine vier 1780 mit Adelsbrief mit Reichsadelsstand und Adelsprädikat „von“ nobilitierten Söhne waren:
  - Philipp von Motz (* 1729), Regierungspräsident in Rinteln, hatte vier Söhne:
    - Philipp von Motz der Jüngere, Präsident in sachsen-weimarschen Diensten
    - Carl von Motz († 1816), preußischer Regierungsrat in Düsseldorf
    - Justin von Motz, 1837 Oberstleutnant im Ruhestand in Mainz
    - Heinrich von Motz († 1833), Geheimer Rat und Kammerpräsident in Kassel.

  - Friedrich von Motz (* 1732), Kammerpräsident und geheimer Rat in Kassel, hatte zwei Söhne: 
    - Gerhard von Motz, Finanzminister in Kassel
    - Philipp von Motz, Forstmeister in Hanau

  - Carl Reinhard von Motz wurde 1735 General in den hessisch-kasselschen Diensten und kämpfte erfolgreich in Nordamerika
  - Justin Heinrich von Motz (1733–1813), geheimer Rat und Präsident des Oberappellationsgerichts in Kassel, wurde 1780 zusammen mit seinen Geschwistern in seinem bestehenden Adelsstand zum freien Reichsadel erhoben. Er war der Vater von:
    - Friedrich von MotzFriedrich Christian Adolph von Motz (1775–1830), der in preußischen Staatsdiensten anerkannt war. Er war ab 1824 Oberpräsident in Magdeburg und ab 1825 preußischer Staats- und Finanzminister, setzte sich als Landrat in Halberstadt 1802 für die Idee eines Zoll- und Handelsverbundes innerhalb Deutschlands ein. Während seiner fünfjährigen Amtszeit im Finanzministerium widmete er sich der Verwirklichung dieser Idee. Verheiratet mit Albertine von Hagen aus Nienburg bei Halberstadt, hinterließ er zwei Töchter und drei Söhne: 
      - Albertine, verheiratet mit dem Landstallmeister und Landrat von Brinken
      - Sophie Marie († 1856), die mit Rudolf Freiherr von Gärtringen verheiratet war
      - Justin Heinrich von Motz, 1837 Forstmeister in Köslin
      - Bernhard Rudolph von Motz, Oberförster in Leubusch bei Brieg
      - Ernst Carl Adrian von Motz, Landrat im Kreis Samter

Friedrich Philipp von Motz diente 1865 als Major und Bataillonskommandeur in großherzoglich sachsen-weimarischen Militärdiensten.

### Besitzungen
- In der Landgrafschaft Hessen:
  - Bodenhausen, Grebenstein, Calden, Ober-Jessen, Oberurff und Witzenhausen

## Wappen

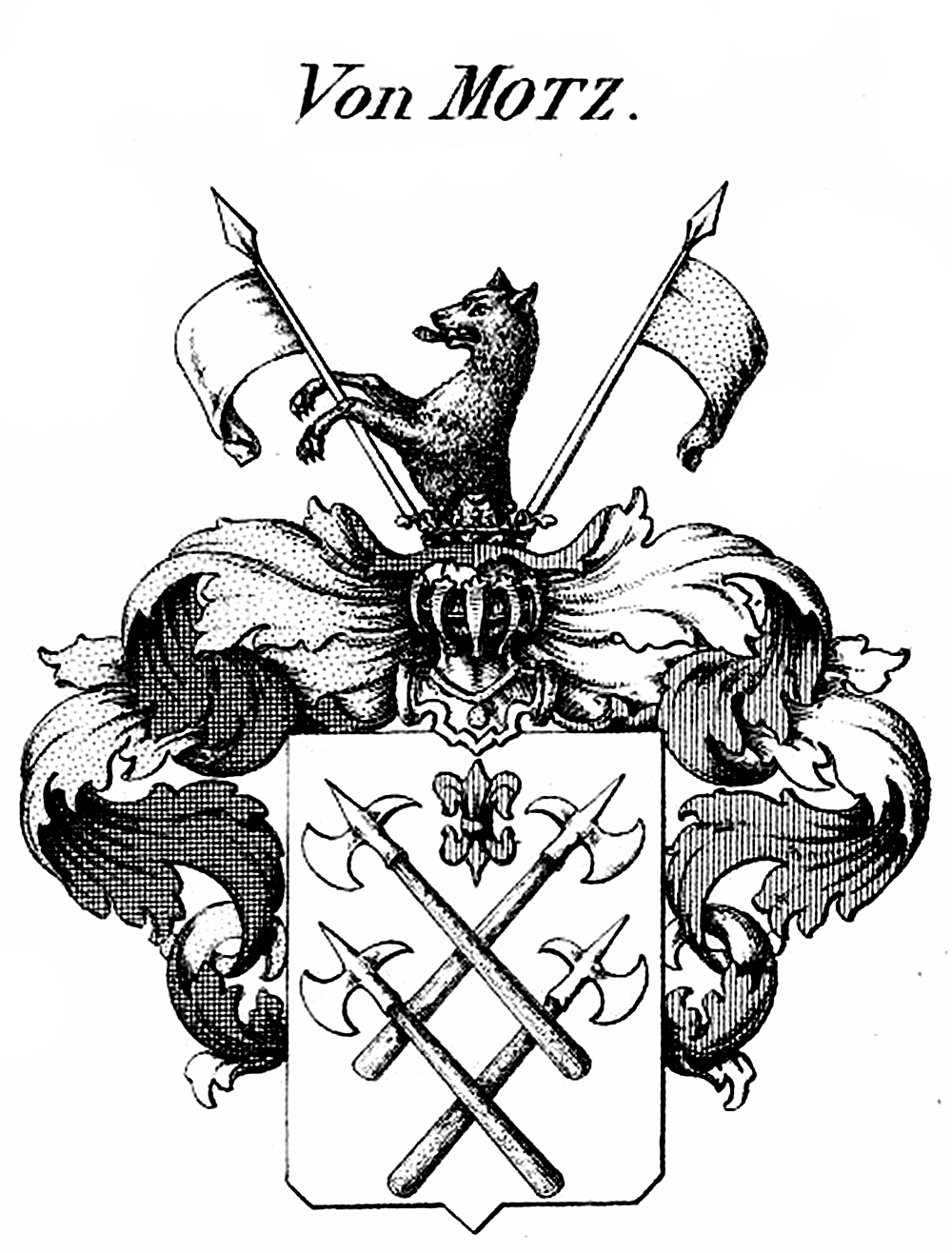
Wappen derer von Motz

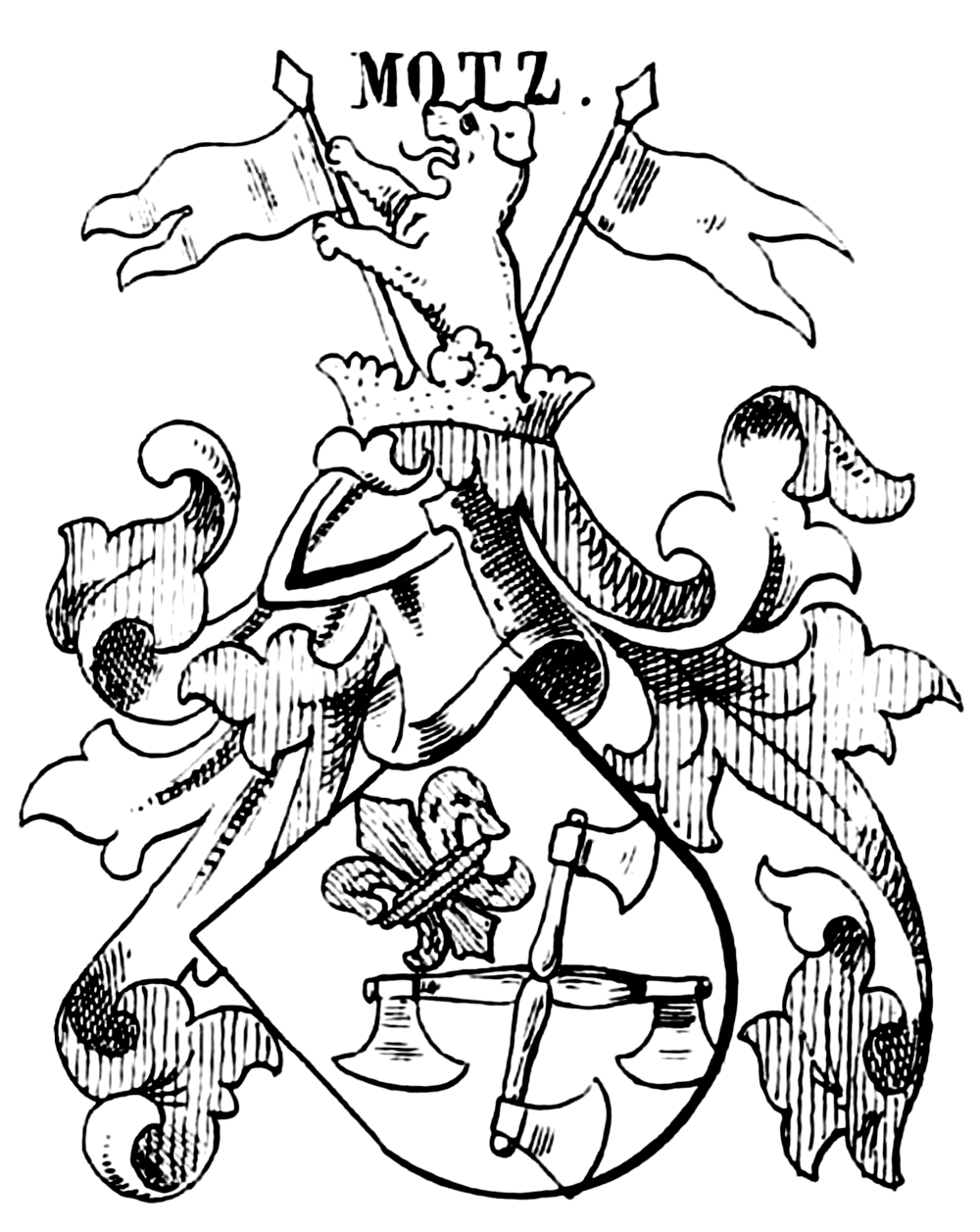
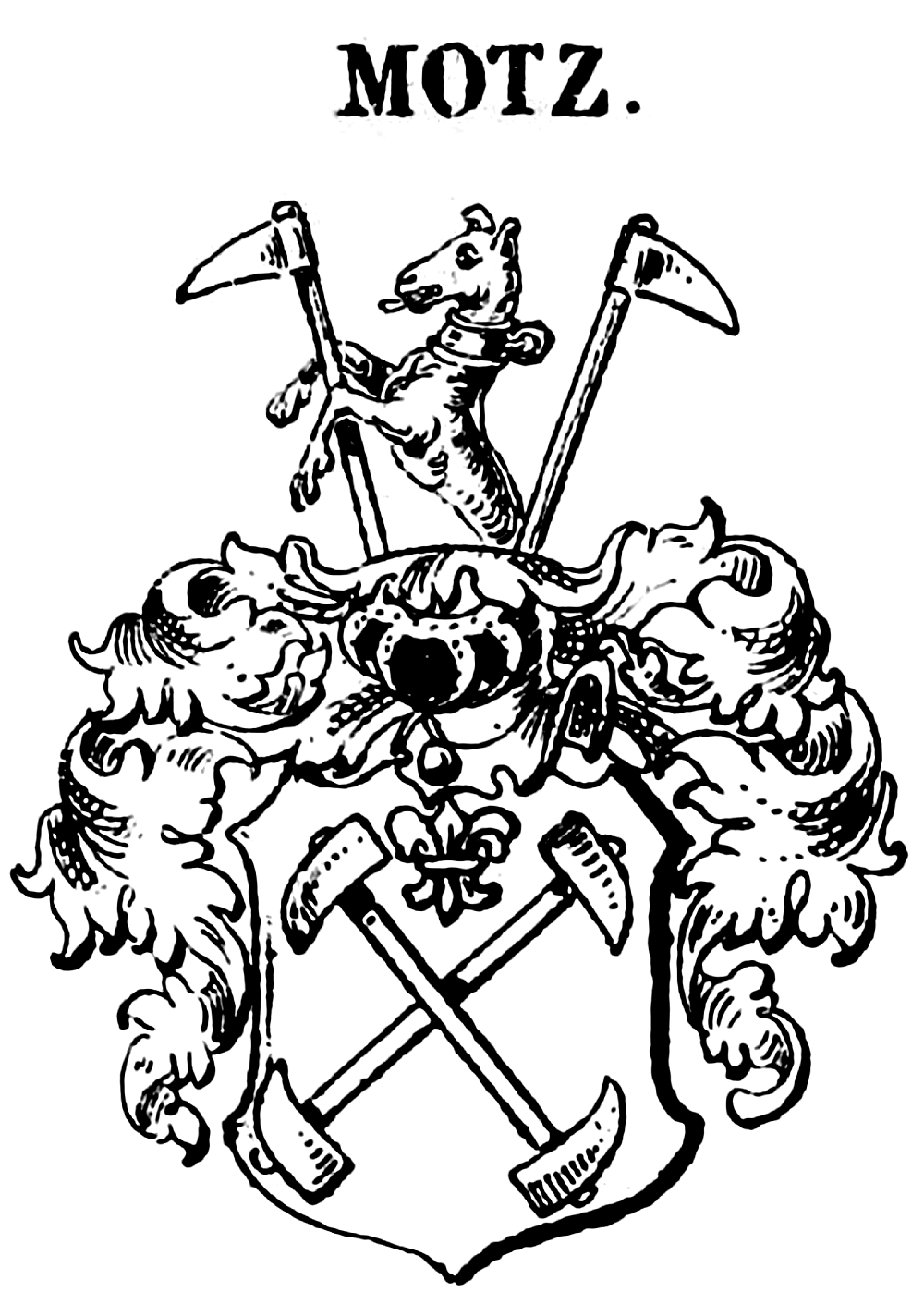
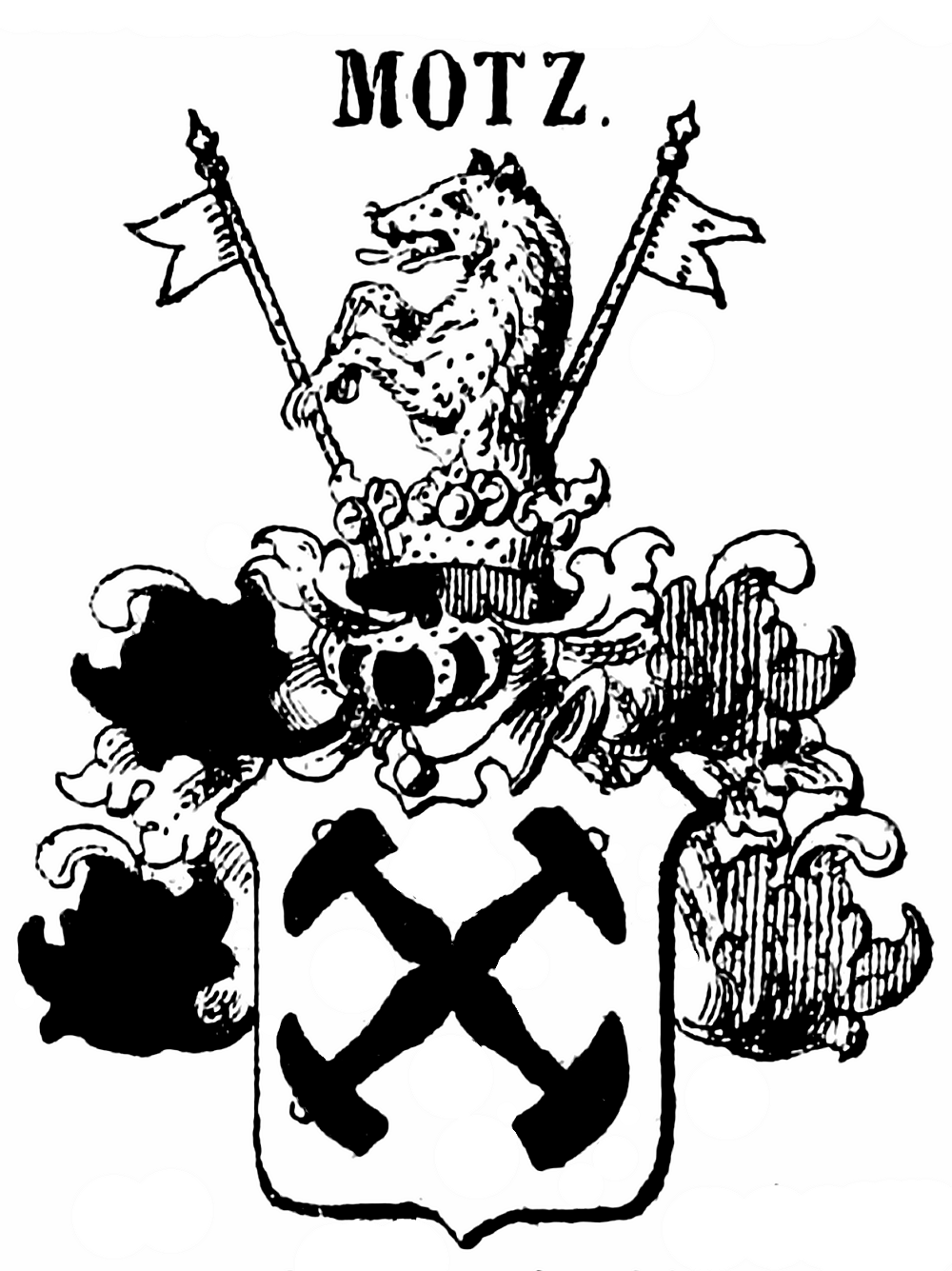
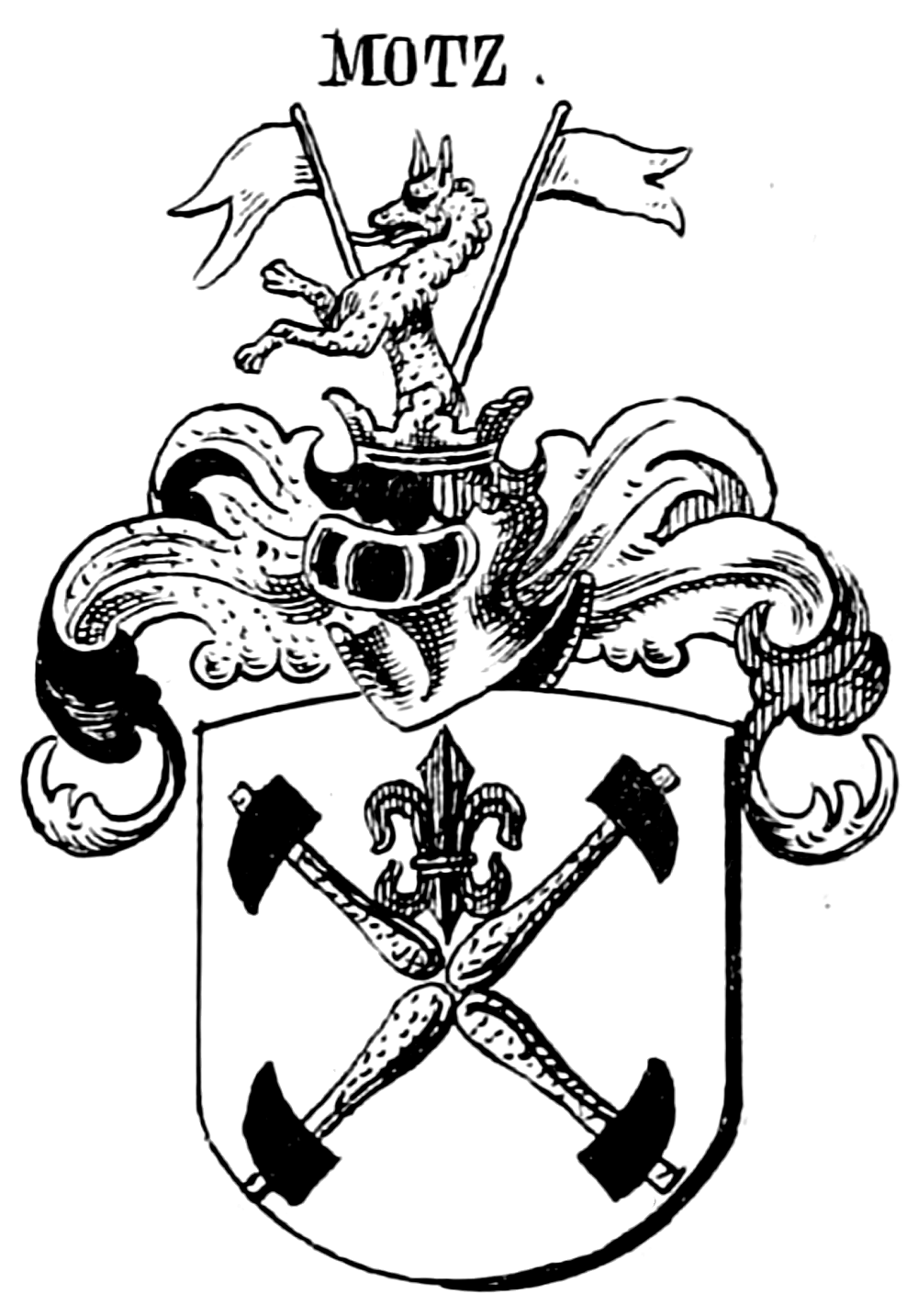

Das Wappen der Familie Motz wird in der Heraldik wie folgt beschrieben: In Silber vier mit ihren goldenen Stielen im Schrägkreuz liegende, die Stiele mit ihren Enden zur Mitte des Schildes hin ausgerichtete schwarze Streitäxte, überhöht von einer roten Lilie. Auf dem gekrönten Helm mit rechts schwarz-goldenen, links rot-silbernen Decken ein wachsender goldener Wolf, begleitet von zwei abgewendeten silbernen und goldenen Bannern an goldenen Lanzen.
Die Banner in Silber und Gold wurden als Ehrung 1636 für die Entsetzung von Hanau durch Johann Christian von Motz dem Wappen beigefügt.
Varianten in Siebmachers Wappenbüchern